# ウルビーノ公国

ウルビーノ公国
Ducato di Urbino

17世紀のウルビーノ公国

ウルビーノ公国（イタリア語: Ducato di Urbino）は、1443年から1631年まで、現在のイタリアのマルケ州北部に存在した国家である。

## 設立
ウルビーノ公国の誕生は1443年にエウゲニウス4世がオッダントーニオ2世・ダ・モンテフェルトロをウルビーノ公に任命した時に遡る。ウルビーノの街は国家の首都となり、イタリアのルネサンスの中心の一つになる準備がなされた。1523年にペーザロに遷都されると衰退が始まった。

## 境界
設立時のウルビーノ公国は、東をアドリア海、西をフィレンツェ共和国、残りは教皇国家と接していた。

## 略歴
1213年に設立されたウルビーノ伯は教皇によりウルビーノ公とされ、公国はモンテフェルトロ家により統治された。その後、国家はデッラ・ローヴェレ家が引継ぎ、1631年にウルバヌス8世（1623年-1644年）によりウルビーノ公国行政区（レガツィオーネ）として教皇国家に併合されるまで存在した。18世紀にはウルビーノ行政区は教皇国家のただの県となった。

## 歴代ウルビーノ伯および公

### モンテフェルトロ家（ウルビーノ伯）
モンテフェルトロ伯も兼ねる。
- 1234年-1242年: ボンコンテ1世・ダ・モンテフェルトロ (Bonconte I da Montefeltro)
- 1242年-1255年: モンテフェルトラーノ2世・ダ・モンテフェルトロ (Montefeltrano II da Montefeltro)
- 1255年-1285年: グイード・ダ・モンテフェルトロ（老伯） (Guido da Montefeltro, † 1298年、神曲の第22歌の主人公）、ガラッソ (Galasso)
  - 1285年-1304年: 教皇領
- 1296年-1322年: フェデリーコ1世・ダ・モンテフェルトロ (Federico I da Montefeltro)
- 1322年-1360年: グイード2世 (Guido II)、ノルフォ (Nolfo da Montefeltro)
  - 1322年-1324年: 教皇領
- 1360年-1363年: フェデリーコ2世・ダ・モンテフェルトロ (Federico II da Montefeltro, † 1370年頃)
- 1363年-1404年: アントーニオ2世・ダ・モンテフェルトロ (Antonio II da Montefeltro)
  - 1369年-1375年: 教皇領
- 1404年-1443年: グイダントーニオ・ダ・モンテフェルトロ (Guidantonio da Montefeltro)

### モンテフェルトロ家（ウルビーノ公）
- 1443年-1444年: オッダントーニオ2世・ダ・モンテフェルトロ (Oddantonio II da Montefeltro) - 最初のウルビーノ公
- 1444年-1482年: フェデリーコ3世・ダ・モンテフェルトロ (Federico III da Montefeltro) - フェデリーコ・ダ・モンテフェルトロとして有名
- 1482年-1508年: グイドバルド・ダ・モンテフェルトロ (Guidobaldo da Montefeltro)
  - 1502年-1504年: チェーザレ・ボルジアによる支配

### デッラ・ローヴェレ家（ウルビーノ公）
- 1508年-1516年: フランチェスコ・マリーア1世・デッラ・ローヴェレ (Francesco Maria I della Rovere)
  - 1516年-1519年: ロレンツォ2世・デ・メディチ (Lorenzo II de' Medici) (ただし1517年の一時期フランチェスコ・マリーア1世・デッラ・ローヴェレが並立)
- 1521年-1538年: フランチェスコ・マリーア1世・デッラ・ローヴェレ (ロレンツォ2世の死後に復位)
- 1539年-1574年: グイドバルド2世・デッラ・ローヴェレ (Guidobaldo II della Rovere)
- 1574年-1621年: フランチェスコ・マリーア2世・デッラ・ローヴェレ (Francesco Maria II della Rovere, † 1631年)
- 1621年-1623年: フェデリーコ・ウバルド・デッラ・ローヴェレ (Federico Ubaldo della Rovere)
- 1623年-1631年: フランチェスコ・マリーア2世・デッラ・ローヴェレ (息子の死後に復位)
  - 1625年以降: 教皇国家に帰属し、デッラ・ローヴェレ家の最後の後継者の死後の1631年公式となった。[1]